# Cercosimma electrodes
Cercosimma electrodes är en fjärilsart som beskrevs av Diakonoff 1948. Cercosimma electrodes ingår i släktet Cercosimma och familjen nattflyn. Inga underarter finns listade i Catalogue of Life.